# Kellyton
Kellyton è una town degli Stati Uniti d'America, situata nella Contea di Coosa dello stato dell'Alabama.

## Società

### Evoluzione demografica
Nel 2010, la città contava una popolazione di 217 abitanti.